# NGC 1657
NGC 1657 (również PGC 15958 lub UGC 3156) – galaktyka spiralna z poprzeczką (SBbc), znajdująca się w gwiazdozbiorze Erydanu. Odkrył ją Édouard Jean-Marie Stephan 21 grudnia 1881 roku.